# 박만채
박만채(1978년 8월 2일 ~ )는 전 LG 트윈스 소속 야구선수다.

## 프로 데뷔 전
1996년 대통령배 고교야구 청소년 대표로 뛰며 청룡기 MVP와 대통령배 최우수 투수상을 받았고, 1997년부터 1999년까지 야구 국가대표로 활동했다.

## LG 트윈스 시절
1997년 LG 트윈스의 지명을 받았으나 대학 진학을 선택했고 이후 2000년 입단했다. 2003년 처음으로 1군에 등판해 12경기 1세이브 2.42의 평균자책점을 기록했다. 2004년과 2005년에는 선발투수로도 기회를 받았으나 4~5점대의 평균자책점으로 평범한 모습이었다. 2006년 3경기 등판을 끝으로 방출되었다.

## 은퇴 후
2006년 11월부터 휘문고등학교의 코치를 맡게 되었다.

## 출신 학교
- 휘문고등학교
- 건국대학교

## 같이 보기
- 2005년 LG 트윈스 시즌